# Bipassalozetes linearis
Bipassalozetes linearis är en kvalsterart som först beskrevs av Harold G. Higgins och Tyler A. Woolley 1962.  Bipassalozetes linearis ingår i släktet Bipassalozetes och familjen Passalozetidae. Inga underarter finns listade.